# Beni Baningime
Beni Baningime, né le 9 septembre 1998 à Kinshasa en République démocratique du Congo, est un footballeur congolais. Il évolue au poste de milieu central au Heart of Midlothian.

## Biographie

### Débuts professionnels
Né à Kinshasa en République démocratique du Congo, Beni Baningime est formé par l'Everton FC, qu'il rejoint à l'âge de neuf ans. Grand espoir du club, il est notamment capitaine avec les U18 et remporte la Premier League 2 lors de la saison 2016-2017 avec les U23. 
Il joue son premier match en professionnel le 25 octobre 2017, lors d'une rencontre de coupe de la Ligue anglaise face au Chelsea FC. Il est titularisé et son équipe s'incline par deux buts à un,. Cette année-là il découvre également la coupe d'Europe, jouant trois matchs de groupe de Ligue Europa face à l'Olympique lyonnais (défaite 3-0), l'Atalanta Bergame (défaite 1-5) et contre l'Apollon Limassol (victoire 0-3), à chaque fois en tant que titulaire.
Le 1er février 2021, Baningime est prêté jusqu'à la fin de la saison à Derby County, où il retrouve un ancien coéquipier, Wayne Rooney, alors entraîneur de l'équipe première du club. 

### Heart of Midlothian
Le 29 juillet 2021, Beni Baningime quitte définitivement Everton et rejoint le club écossais de Heart of Midlothian. Il signe un contrat de trois ans. 
Il joue son premier match sous ses nouvelles couleurs le 31 juillet 2021, lors de la première journée de la saison 2021-2022 de Scottish Premiership face au Celtic Glasgow. Il est titularisé et son équipe l'emporte par deux buts à un. Il est récompensé de sa performance ce jour-là en étant élu homme du match. Baningime marque son premier but pour le club le 12 mars 2022, lors d'une rencontre de Coupe d'Écosse face au St Mirren FC. Titularisé, il participe à la victoire de son équipe par quatre buts à deux.